# Al Williamson
Vous lisez un « bon article » labellisé en 2021.
Pour les articles homonymes, voir Williamson.
Al Williamson, né le 21 mars 1931 à New York et mort le 12 juin 2010 dans l'upstate New York, est un auteur et dessinateur de bande dessinée américain, spécialisé dans l'aventure, le western et la science-fiction/fantasy.
Dans sa jeunesse, passée en Colombie, il découvre les bandes dessinées américaines et Flash Gordon qui le marque beaucoup. Revenu aux États-Unis avec sa mère, il prend des cours de dessin et assiste Burne Hogarth, auteur du comic strip de Tarzan. Dans les années 1950, après avoir commencé à placer chez plusieurs éditeurs quelques histoires, il travaille régulièrement pour EC Comics jusqu'à ce que la censure de Comics Code Authority oblige l'éditeur à cesser toutes ses parutions à l'exception notable de Mad. Il recommence donc à passer d'un éditeur à l'autre, illustrant de nombreuses histoires. À partir de 1960 il est l'assistant  de John Prentice sur le comic strip Rip Kirby. Il reste à ce poste jusqu'en 1963 puis, à partir de 1964, il dessine des histoires pour les magazines d'horreur Eerie et Creepy publiés par Warren Publishing. Il est aussi présent chez d'autres éditeurs et réalise plusieurs histoires de Flash Gordon.
En 1967, avec Archie Goodwin au scénario, il reprend le comic strip Agent Secret X-9 créé par Alex Raymond. Il reste sur cette série pendant 13 ans. Au début des années 1980, il dessine l'adaptation de L'Empire contre-attaque et de Le Retour du Jedi ainsi que celles de Flash Gordon et de Blade Runner. Par la suite, il préfère se contenter du rôle d'encreur, surtout sur des séries publiées par Marvel Comics. Il dessine encore quelques histoires, dont un Flash Gordon publié en 1995 par Marvel. Touché par la maladie d'Alzheimer, il finit par prendre sa retraite en 2009 mais meurt peu après, le 12 juin 2010.
Récompensé par de nombreux prix, prix Alley, prix Inkpot, prix Eisner, prix Harvey, pour son travail de dessinateur ou celui d'encreur, Al Williamson est un artiste reconnu autant pour son style réaliste qui fait cependant la part belle à des personnages à la stature exceptionnelle que pour son sens du récit.

## Biographie

### Jeunesse
Alfonso Williamson naît le 21 mars 1931 à Manhattan d'un père colombien d'origine écossaise, Alfonso Williamson, et d'une mère américaine, Sally Williamson. Lorsqu'il a deux ans, la famille déménage en Colombie. C'est là qu'Al Williamson découvre les comics dans des traductions en espagnol. Ce sont d'abord des comic strips reliés dans des albums (Prince Vaillant de Hal Foster, Terry et les Pirates de Milton Caniff et Hawks of the Seas de Will Eisner auquel s'ajoute Underwater Empire de l'Argentin Carlos Clemen, puis les comic books. À neuf ans, il voit au cinéma un épisode du troisième sérial consaré à Flash Gordon, Flash Gordon Conquers the Universe) qui le marque profondément et qu'il essaie de retranscrire dans ses dessins. En 1943, lorsqu'il a douze ans, ses parents divorcent et il suit sa mère aux États-Unis, d'abord à San Francisco puis à New York.
Attiré par le dessin, Williamson visite les différentes maisons d'édition de comics new-yorkaises et se lie avec plusieurs dessinateurs dont George Evans. Il suit aussi le samedi matin des cours à l'école de Burne Hogarth, auteur du comic strip de Tarzan. Ce n'est que plus tard, quand il travaille pour Hogarth, qu'il se rend plus régulièrement à l'école où il rencontre Wally Wood et Roy Krenkel. Celui-ci lui fait découvrir de nombreux dessinateurs, comme Norman Lindsay, Fortunino Matania ou Frank Hoban. C'est encore à l'école de Hogarth qu'il se lie avec Marvin Stein qui travaille pour Jack Kirby au sein de Fiction House. Il y rencontre alors Mort Meskin.

### Début de carrière
En 1948, Al Williamson commence à travailler pour Hogarth en crayonnant des pages de Tarzan. La même année, il réalise deux cabochons pour une page de texte intitulé The Ugliest Horse in the World publiés dans le comics Famous Funnies par Eastern Color. Le même comics accueille ensuite sa première histoire complète en août 1948 puis, toujours chez Eastern Color, il réalise une bande dessinée de deux pages (une histoire de boy-scouts) parue cette fois dans le 51e numéro de New Heroic Comics. Il assiste aussi Frank Frazetta sur The last three dimes, publié dans Wonder Comics no 20 d'octobre 1948). Williamson présente son travail à d'autres éditeurs et son nom se retrouve ainsi chez Pines Comics, Fiction House, Hillman, Fawcett Comics et Toby Press sur le comics John Wayne. Il dessine alors surtout des westerns mais réalise aussi des récits de science-fiction entre autres pour American Comics Group et Avon Publications. Il travaille aussi pour Atlas Comics (Outlaw Kid) comme encreur mais, insatisfait de cet emploi, il l'abandonne assez vite. Durant cette période, il travaille parfois avec Frank Frazetta qui encre ses pages.
En 1952, à 21 ans, poussé par Wally Wood et Joe Orlando, il commence à travailler pour EC Comics. Sa première œuvre publiée par cet éditeur se nomme Mad Journey! ; elle paraît dans le no 14 du comic book Weird Fantasy en juillet 1952. Il travaille sur ces sept pages en compagnie de Frank Frazetta. Par la suite, il continue à collaborer avec celui-ci mais aussi avec Roy Krenkel et Angelo Torres. Cette équipe, avec Nick Meglin et George Woodbridge, est surnommée le « Fleagle Gang », d'après un groupe de gangsters. Williamson travaille surtout sur de la science-fiction avec des scénarios de Al Feldstein, mais aussi sur des adaptations d'histoires de Ray Bradbury, comme A Sound of Thunder dans le 25e numéro de Weird Science-Fantasy en septembre 1954, et Harlan Ellison (Upheaval d'après Mealtime dans le 24e numéro de Weird Science-Fantasy en juin 1954). Bien qu'il ait dessiné seulement trente-sept histoires, dont une non publiée, pour cet éditeur, celles-ci par leur élégance ont passé l'épreuve des années. Il arrête de collaborer avec cet éditeur lorsque Bill Gaines est obligé de cesser toute activité éditoriale, à l'exception notable de Mad, à la suite de pertes financières importantes dans l'édition de comics.
Entre 1955 et 1957, Williamson publie des centaines de  pages de comics, principalement des récits de westerns de 3 ou 5 pages, pour Atlas Comics (qui deviendra Marvel Comics). Il assiste aussi John Severin sur des westerns publiés par Prize Publications. En 1956, à la School of Visual Arts de New York, il se lie d'amitié avec Archie Goodwin, avec qui il travaillera sur de nombreux comics.

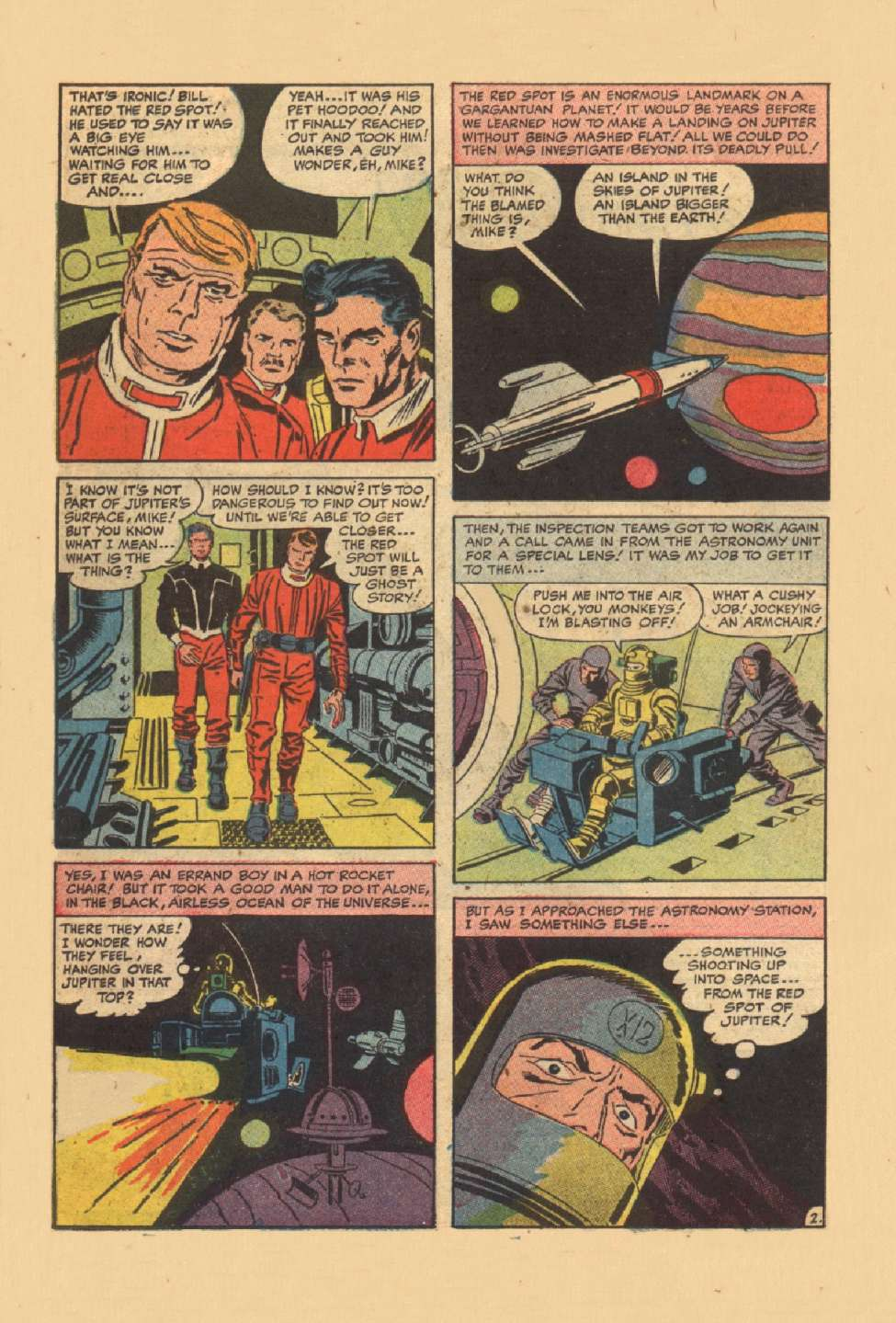
Race for the Moon 02, page 22. Dessin de Jack Kirby, encrage d'Al Williamson.

De 1958 à 1959, il travaille pour Harvey Comics, en collaboration avec Reed Crandall, Angelo Torres et Roy Krenkel et encre des planches de Jack Kirby, sur Race to the Moon nos 2 et 3 et Blast-Off no 1. C'est son premier réel travail d'encreur. Pour Harvey Comics, il encre la première histoire d'Archie Goodwin, Hermit!, publiée dans le premier numéro d'Alarming Adventures avec des dessins de Reed Crandall. Williamson collaborera régulièrement par la suite avec Archie Goodwin.
En parallèle il dessine quelques histoires pour Classics Illustrated en collaboration avec Reed Crandall et George Woodbridge, des westerns pour Dell Comics et Charlton Comics et de la science-fiction pour ACG. Cette fin des années 1950 est difficile, car Williamson ne trouve plus de travail pendant plusieurs mois. Cependant c'est aussi durant cette période qu'il rencontre celle qui deviendra sa première épouse, Arlene Sattler.

### Les années 1960

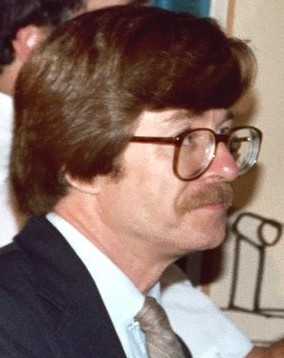
Archie Goodwin, scénariste qui a collaboré de nombreuses fois avec Al Williamson.

Alors qu'il s'efforce de relancer les éditeurs de comic books, Williamson est appelé par John Prentice pour qu'il l'assiste, à partir de la première semaine de janvier 1960, sur le comic strip Rip Kirby. Pendant 3 ans Williamson, qui a déménagé au Mexique, participe donc à cette série, ce qui lui permet de s'améliorer auprès de Prentice. De retour aux États-Unis, Williamson devient l'assistant de John Cullen Murphy sur le comic strip Big Ben Bolt et de Don Sherwood sur Dan Flagg.
Il revient à une production personnelle en 1964 et participe au lancement des magazines d'horreur en noir et blanc publiés par Warren Publishing Creepy et Eerie. Chez le même éditeur, il dessine ensuite des histoires dans Blazing Combat. Pour ces magazines, il rappelle ses amis des années 1950 (George Evans, Frank Frazetta, Roy Krenkel et Angelo Torres) pour qu'ils collaborent à ces projets.
Par ailleurs, Williamson encourage de jeunes artistes, comme Bernie Wrightson, rencontrés à des festivals et des conventions, à se faire une place. Wrightson finira lui aussi par participer aux magazines de Warren.
En plus de cela Williamson dessine quelques histoires pour Harvey Comics et pour Gold Key Comics (Ripley(s believe it or not, Twilight Zone et Boris Karloff Tales of Mystery). Mais c'est surtout son travail, en septembre 1966, sur le premier numéro d'un nouveau Flash Gordon scénarisé par Archie Goodwin et publié par King Features qui attire l'attention. Le courrier des lecteurs étant enthousiaste, il dessine également les nos 4 et 5 ainsi que la couverture du 3. La National Cartoonists Society lui décerne le prix du Best Comic Book art (« meilleur dessin de comic book ») pour ce travail. Williamson participe également à la conception et écrit l'introduction du premier livre important sur Flash Gordon, publié par Nostalgia Press en 1967. En 1966, il dessine aussi un comics avec pour personnage principal le Secret Agent X-9 créé comme Flash Gordon par Alex Raymond.
Ces deux travaux attirent l'œil du King Features Syndicate qui lui demande en 1967 de reprendre le comic strip Agent Secret X-9 dont le titre est changé en Secret Agent Corrigan. Il collabore pour cela avec Archie Goodwin qui signe les scénarios. Il reste sur cette série pendant treize ans avant de la laisser à son camarade George Evans. Mais à côté de ce travail destiné au grand public, il participe aussi à la scène alternative naissante. En 1969, il publie Savage World (« Monde Sauvage ») dans Witzend, le comic book alternatif créé par Wally Wood. L'histoire que Williamson avait dessinée en 1956 pour un projet de comic autour de Buster Crabbe, finalement abandonné, est réalisée avec les contributions de Frazetta, Krenkel et Torres (le « Fleagle Gang »),. En 1975, il participe à Big Apple Comix de Flo Steinberg.

### Les années 1970
Williamson retourne chez Warren Publishing en 1976 et 1979 pour dessiner trois histoires supplémentaires de Creepy dans les nos 83, 86 et 112, publiées en France sous le titre Al Williamson : À la fin de l'envoi en 1981. Il collabore aussi avec Gold Key Comics, pour les nos 5 et 8 de Grimm's Ghost Stories, en août 1972 et mars 1973) et pour le no 51 de The Twilight Zone en août 1973). Il travaille également avec DC Comics (House of Mystery 185 en avril 1970 et The Witching Hour 14 en mai 1971).
Williamson devient un sujet pour les historiens du comics avec la publication du livret bibliographique de 22 pages Al Williamson: His Works par Jim Vadeboncoeur en 1971 ainsi que d’Al Williamson Collector par James Van Hise dans le fanzine Rocket's Blast Comicollector dans le début des années 1970. Marvel Comics commence à régulièrement rééditer son travail des années 1950 (The Ringo Kid 1 en janvier 1970, et Kid Colt, Outlaw 147 en juin 1970), permettant à la jeune génération de découvrir le travail de Williamson.
En 1977, l'épouse de Williamson décède. Il se remarie plus tard avec Cori Pasquier qui lui survivra.

### Les années 1980

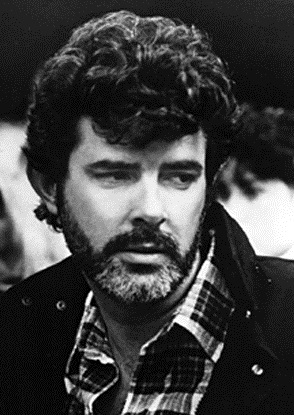
George Lucas, fan de Williamson, a demandé que ce soit celui-ci qui dessine l'adaptation de L'Empire contre-attaque.

En 1980 Williamson dessine l'adaptation en comics de L'Empire contre-attaque chez Marvel Comics (avec Carlos Garzon à l'encrage), sur demande de Lucasfilm, George Lucas ayant beaucoup aimé son travail chez EC Comics et sur Flash Gordon,. Puis il reprend le comic strip de Star Wars à la suite d'Alfredo Alcala, sur un scénario d'Archie Goodwin, jusqu'à la suppression de la série en 1984. Celle-ci a été éditée par Russ Cochran en trois volumes en 1991. Il dessine aussi l'adaptation du Retour du Jedi en 1983,.
Il revient encore à Flash Gordon en dessinant, en 1980, l'adaptation du film Flash Gordon sur un scénario de Bruce Jones chez Western Publishing. Cette BD est également publiée dans le comics régulier de Flash Gordon, dans les nos 31 à 33 (mars à mai 1981). L'encrage des 25 dernières pages est réalisé par Alden McWilliams.
Durant cette période, une dernière adaptation est celle de Blade Runner publiée par Marvel Comics en 1982. Il retourne aux comic-books à plein temps pour la première fois depuis 1959 et travaille pour Pacific Comics avec Bruce Jones sur Alien Worlds (les nos 1, 4 et 8) et sur Cliff Hanger, publié dans Somerset Holmes,. Puis viennent deux histoires d'Archie Goodwin qu'il illustre pour Epic Illustrated (Relic dans le no 27 en 1984 et Out of Phase, dans le no 34 en 1986). Celles-ci sont souvent considérées comme faisant partie de ses meilleurs travaux.
Il commence à travailler comme encreur pour Rick Veitch sur Superman/Swamp Thing publié dans le no 85 de DC Comics Presents en septembre 1985). Rapidement, il se consacre uniquement à l'encrage, pour DC Comics (avec Curt Swan sur Superman des nos 408 au 416) puis pour Marvel Comics, avec notamment John Romita Jr., Gene Colan, John Buscema ou Mike Mignola.
John Romita Sr., directeur artistique de Marvel à l'époque, le décrit comme étant « un des meilleurs dessinateurs du monde, mais incapable de gagner sa vie comme ça : il faisait de magnifiques planches et avait besoin de beaucoup de temps pour les faire. C'est pour cette raison qu'il encre maintenant… en ajoutant un truc en plus au travail des dessinateurs. »

### Années 1990 et ensuite
Williamson, toujours indépendant, encre pour Dark Horse Comics les adaptations de Star Wars, épisode I : La Menace fantôme et Star Wars, épisode IV : Un nouvel espoir mais, jusqu'en 2003, il est aussi encreur sur divers titres Marvel. On le retrouve ainsi sur Daredevil des nos 248 à 300, Spider-Man 2099 du 1 au25 et Spider-Girl du 1 au61,. Il travaille également sur la minisérie Atomic Age (Marvel/Epic Comics de novembre 1990 à février 1991), avec Frank Lovece au scénario et Mike Okamoto au dessin. Il gagne un Eisner Award en 1991 pour ce travail d'encrage.
En 1995 Marvel publie un Flash Gordon en deux épisodes, écrit par Mark Schultz et dessiné par Williamson. Il s'agit de son dernier travail important en tant que dessinateur et encreur. Toujours avec Schultz, il illustre la nouvelle One Last Job pour Dark Horse Presents 120 en 1997. En 1999, il retrouve Flash Gordon en assistant Jim Keefe sur le comic strip. En 2009 est publié un épisode de Namor, écrit par Mark Schultz et dédié à Bill Everett (le créateur de Namor), que Williamson avait dessiné 10 ans auparavant,. Il a également illustré un épisode des Chroniques de l'ère Xenozoïque, non publié à ce jour.
Vivant en Pennsylvanie avec sa femme Corina, Williamson, qui souffre de la maladie d'Alzheimer prend sa retraite en 2009. Il meurt quelques mois plus tard le 12 juin 2010 dans l'upstate New York.

## Analyse du style

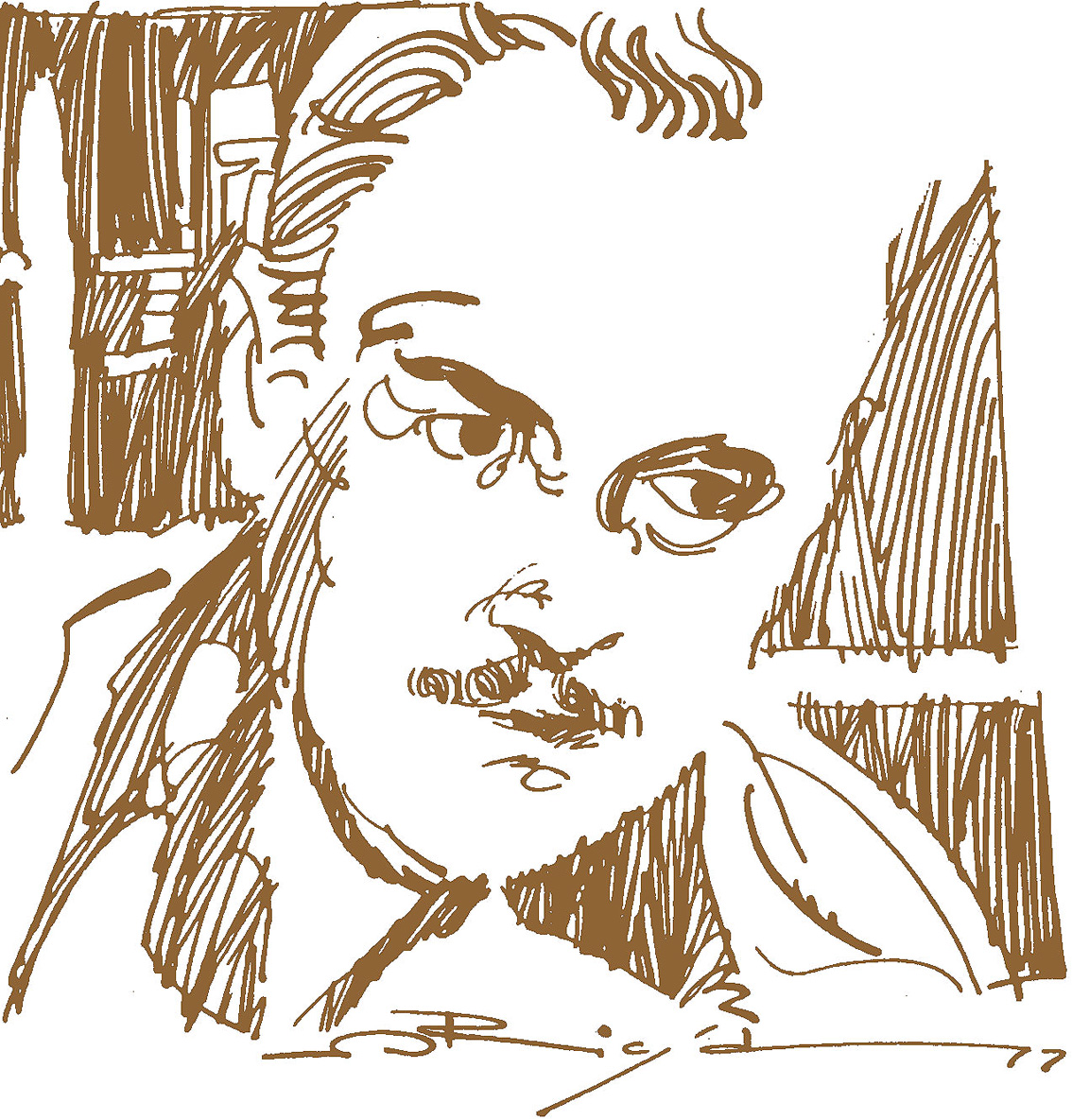
Les séries d'Alex Raymond ont profondément influencé Al Williamson.

Le style de dessin d'Al Williamson est très fluide et se ressent de l'influence d'Alex Raymond, le dessinateur de Flash Gordon. Bien que par nature la bande dessinée ne présente que des images arrêtées, il parvient, selon Mark Schultz, à « incorporer le mouvement fluide du cinéma dans ses dessins ». Cet effort pour imiter le mouvement cinématographique est une caractéristique essentielle de son travail. Cependant d'autres qualités artistiques le distinguent du tout-venant. Non seulement les personnages qu'il crée sont toujours exceptionnels, mais en outre les décors de ses planches, même s'ils représentent des mondes extra-terrestres, paraissent réalistes. Cet aspect est présent dès ses débuts, particulièrement sur ses planches pour EC Comics où il suggère la menace proche dans les paysages extraterrestres. Il maîtrise aussi l'importance de varier les plans pour rendre le récit plus vivant.
Cependant, cette excellence se paie par un temps très long passé sur chaque planche. Aussi Williamson est-il souvent obligé, au début de sa carrière, de se faire assister par ses amis dessinateurs comme Frazetta ou Roy Krenkel. De plus, pressé par le temps ou obligé de travailler sur des projets qui l'intéressent peu, son style se relâche parfois et la qualité n'est plus au rendez-vous. Ainsi, dans la période prolifique des années 1950, on le remarque pour son perfectionnisme et son amour du médium. Mais malgré sa bonne réputation, son travail est souvent inégal et peu inspiré.
Selon Schultz, c'est probablement sur Secret Agent X-9 qu'il livre son meilleur travail. En effet, jusque là il restait très peu de temps sur les séries. Avec cette série qu'il reprend en 1967, il peut se libérer progressivement de l'influence d'Alex Raymond, le créateur du personnage, et établir son propre style. Comme il collabore durant 13 ans avec Archie Goodwin sur cette série, cette dernière profite de cette entente pour se hisser à un haut niveau d'excellence.
Son travail sur Star Wars a aussi été salué, et en premier lieu par George Lucas. Celui-ci est admiratif devant la capacité de Williamson à dessiner des personnages extraordinaires — « larger than life » — mais malgré tout réalistes et sa maîtrise de la narration, qu'il compare à un storyboard. Qui plus est, il juge que l'excellent rendu des acteurs permet de retrouver les sensations des films.

## Prix et récompenses
- 1966 : prix du comic book de la National Cartoonists Society pour son travail sur Flash Gordon[32]
- 1967 : prix Alley du meilleur dessin ; de la meilleure couverture pour Flash Gordon no 1 ; de la meilleure histoire complète pour Return to Mongo, dans Flash Gordon no 1[33]
- 1968 : prix Alley de la meilleure histoire complète pour Lost Continent of Mongo dans Flash Gordon no 4 (avec Archie Goodwin)[34]
- 1969 : prix Nova d'excellence dans le dessin de bande dessinée[35]
- 1984 : prix Inkpot[36]
- 1988 : prix Harvey du meilleur encreur pour Daredevil[37]
- 1989 : prix Harvey du meilleur encreur pour Daredevil[38]
- 1990 : prix Harvey du meilleur encreur pour Daredevil[39]
- 1991 : prix Eisner du meilleur encreur pour Atomic Age[27]
- 1991 : prix Harvey du meilleur encreur pour Fafhrd and the Gray Mouser[40]
- 1992 :  Prix Haxtur de l'« auteur que nous aimons », pour l'ensemble de sa carrière
- 1993 : prix Harvey du meilleur encreur pour Spider-Man 2099[41]
- 1994 : prix Harvey du meilleur encreur pour Spider-Man 2099[42]
- 1995 : prix Harvey du meilleur encreur pour Spider-Man 2099[43]
- 1997 : prix Eisner du meilleur encreur pour Untold Tales of Spider-Man nos 17-18[44]
- 2000 : Temple de la renommée Will Eisner (choix du public)[45]
- 2010 : Temple de la renommée Joe Sinnott, pour son œuvre d'encreur[46]